# نوآباد (مهر)

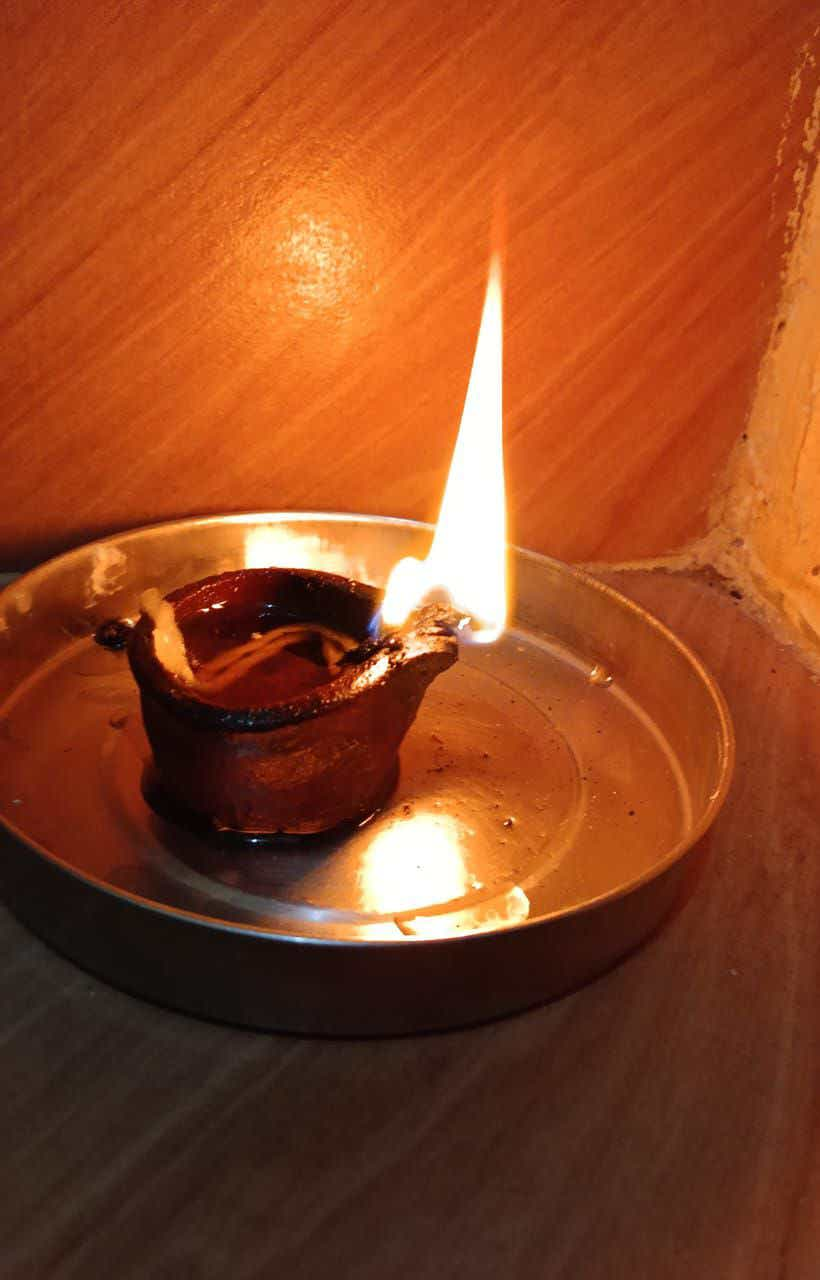
روستای گردشگری نوآباد

 نوآباد  یکی از روستاهای تابعه بخش اسیر در شهرستان مهر از استان فارس می‌باشد این روستا در مسیر اصلی اسیر به منطقه عسلویه قرار دارد.
دین همه مردم روستا اسلام و مذهب شیعه می باشد.
طبق آخرین سرشماری جمعیت روستای نوآباد حدود ۵۰۰ نفر است.
این روستابه عنوان قطب گردشگری در شهرستان مهر شناخته می شود.
این روستا دارای اب و خاک و هوای منحصربه فردی در منطقه می باشد.
طبیعت این روستای زیبا در دی ماه چشم نواز است.
بهترین محصولات کشاورزی در این روستا برداشت می شود.
یکی از بارزترین جاذبه های روستای نوآباد نرگس زار زیبای ان است.
دراین باب چه زیبا استاد رفیع میفرمایند:
همچو نرگس زار نوآباد در سرمای دی / گرمی گام تو را چشم انتظار افتاده ام.
هرساله در روستای نوآباد در دی ماه جشنواره نرگس برگزار می شود.
در سال 97 به همت دهیار کوشای روستا  خانم طاهری سومین جشنواره نرگس بسیار عالی و زیبا برگزار شد که مردم از نقاط مختلف شهرستان های اطراف حضور داشتند.